# Тейлор, Квинтард
Квинтард Тейлор (англ. Quintard Taylor, род. 11 декабря 1948) — историк, основатель BlackPast.org, онлайн-энциклопедии, предоставляющей общественности информацию об истории афроамериканцев, и бывший профессор Вашингтонского университета.

## Личная жизнь
Тейлор родился 11 декабря 1948 года в семье Квинтарда Тейлора-старшего и Грейс Тейлор в Браунсвилле, штат Теннесси. Он закончил среднюю школу в Браунсвилле, штат Теннесси. Тейлор получил степень бакалавра Колледжа Святого Августина в 1969 году по американской истории, получил степень магистра и докторскую степень в Миннесотском университете в 1971 и 1977 годах соответственно по истории.
Когда он был учителем в Университете штата Вашингтон, он женился на Кэролайн, и у него было трое детей, Квинтард III, и близнецы, Уильям и Джамила.
Он преподавал в нескольких университетах, в том числе в Университете штата Вашингтон, Политехническом университете штата Калифорния, Орегонском и Вашингтонском университетах, до выхода на пенсию в июне 2018 года. Он также отвечал за различные исследовательские работы в этих университетах. Помимо своих исследовательских статей, он опубликовал несколько книг и статей, в том числе «Формирование сообщества чернокожих: история центрального района Сиэтла», «Формирование сообщества чернокожих: центральный район Сиэтла с 1870 года до эпохи гражданских прав», «В поисках Расовой границы: афроамериканцы на американском Западе, 1528–1990 годы».

## Образование

### Ранние годы
Тейлор окончил среднюю школу Карвера в Браунсвилле, штат Теннесси. Он закончил среднюю школу, заняв 10-е место среди 210 учеников. Его родители не закончили колледж, но они мотивировали его поступить в колледж. После окончания средней школы он приступил к получению высшего образования.

### Колледж
В шестидесятые годы в Западном Теннесси произошли изменения, инициированные Движением за гражданские права, которые привлекли его к изучению истории. Он начал своё образование (на получение степени бакалавра) в возрасте 16 лет в Колледже Святого Августина, Северная Каролина, по американской истории; окончил в 1969 году.

### Высшая школа
После окончания колледжа он получил степень магистра в Университете Миннесоты, что позже оказалось для Тейлора фактором в поиске новой учебной программы по изучению истории афроамериканцев. Аллан Спир был одним из профессоров, представивших программу истории афроамериканцев под названием «Африканские народы» в Университете Миннесоты. Спир был впервые избран в Сенат Миннесоты в 1972 году, представляя либеральный округ Миннеаполиса с центром в Миннесотском университете. Тейлор окончил вуз в 1971 году.
В 1975 году, после четырёх лет преподавания в Университете штата Вашингтон, он защитил докторскую диссертацию в Университете Миннесоты. В 1977 году он закончил учёбу по истории.

## Карьера

### Начало карьеры
Окончив Университет Миннесоты в 1971 году, Тейлор начал свою карьеру в качестве доцента в Университете штата Вашингтон (WSU) в 1971 году. Он был принят на работу в недавно созданную программу чёрных исследований, и там он стал одним из двух штатных профессоров чёрных исследований в университете. Он преподавал в этом университете 4 года до 1975 года, прежде чем защитил докторскую диссертацию.

### Профессорская карьера
После получения докторской степени в 1977 году он начал искать работу, чтобы поселиться со своей семьёй. В 1977 году он стал профессором истории Политехническом университете штата Калифорния. Он продолжал преподавать там более 12 лет до 1990 года.
В 1987 году он стал профессором истории Лагосского университета, Акока, Нигерия. Он преподавал там до 1988 года.
Затем, в 1990 году, он стал профессором истории Орегонского университета. Он непрерывно преподавал там 9 лет до 1999 года.
Наконец, в 1999 году он стал профессором американской истории в Вашингтонском университете. Он продолжал преподавать там более 18 лет до выхода на пенсию в июне 2018 года.

## Опубликованные работы

### Книги
- The Making of the Modern World: A Reader in 20th Century Global History (Dubuque, Iowa: Kendall-Hunt Publishing Company, 1990)[10][14][17]
- The Forging of a Black Community: A History of Seattle's Central District (Seattle: University of Washington, 2022)[18][11][17]
- In Search of the Racial Frontier: African Americans in the American West, 1528-1990 (New York: W.W. Norton, 1998) Nominated for a Pulitzer Prize in History[18][15][17]
- Lawrence B. de Graaf, Kevin Mulroy and Quintard Taylor, eds. Seeking El Dorado: African Americans in California, 1769-1997 (Seattle: University of Washington Press, 2001)[10][16][17]
- Shirley Ann Wilson Moore and Quintard Taylor, eds. African American Women Confront the West, 1600-2000 (Norman: University of Oklahoma Press, 2003)[10][19][17]
- From Timbuktu to Katrina: Readings in African American History, Vol. 1, (Boston: Thomson Wadsworth, 2008)[10][17]
- From Timbuktu to Katrina: Readings in African American History, Vol. 2 (Belmont:Wadsworth Publishing, 2007),[20][21]
- America-I-Am Black Facts: The Story of a People Through Timelines, 1601-2000 (New York: Tavis Smiley Books, 2009)[10][22]
- Dr. Sam, Soldier, Educator, Advocate, Friend: The Autobiography of Samuel Eugene Kelly (Seattle: University of Washington Press, 2010)[10][23]

### Сайт
- Основатель и директор сайта BlackPast.org[англ.][6][8][10].

### Телесериал
- African Americans in the West T.V. Series, январь-февраль 2006[10].

## Признание

### Награды
- Премия Джефферсона штата Вашингтон 2015[24][10]
- Квинтард Тейлор награждён медалью Роберта Грея Исторического общества штата Вашингтон[англ.] 2017[25][10]
- Квинтард Тейлор получил награду за достижения в жизни[26][10]

### Другое
- Квинтард Тейлор в статье KPLU[27]
- Квинтард Тейлор в журнале Pacific NW Magazine[28][17]
- Президент Ана Мари Кос высоко оценила вклад почётного профессора Квинтарда Тейлора в историю чернокожих 2021[29]